# Ecliptopera macarthuri
Ecliptopera macarthuri là một loài bướm đêm trong họ Geometridae.